# Oonops amoenus
Oonops amoenus là một loài nhện trong họ Oonopidae.
Loài này thuộc chi Oonops. Oonops amoenus được miêu tả năm 1916 bởi Dalmas.